# Campionati del mondo di ciclismo su pista 2021
I Campionati del mondo di ciclismo su pista 2021 (en.: 2021 UCI Track Cycling World Championships) si sono svolti a Roubaix, in Francia, dal 20 al 24 ottobre all'interno dello Stab Vélodrome de Roubaix (si sarebbero dovuti tenere dal 13 al 17 ottobre all'Ashgabat Velodrome ad Aşgabat, in Turkmenistan, ma a giugno è stata cambiata sede a causa delle restrizioni dovute alla pandemia di COVID-19).
Il programma prevedeva 22 gare, di cui 11 maschili e 11 femminili, due in più dell'edizione precedente per l'aggiunta della corsa a eliminazione sia maschile che femminile.

## Programma

### Legenda
|   | Competizioni |
| F | Finale       |
| M | Mattino      |
| P | Pomeriggio   |
| S | Sera         |

| Data →                   | 20 | 20       | 21        | 21 | 22 | 22 | 23           | 23     | 24 | 24    |
| Evento ↓                 | P  | S        | P         | S  | P  | S  | M            | P      | M  | P     |
| ------------------------ | -- | -------- | --------- | -- | -- | -- | ------------ | ------ | -- | ----- |
| Chilometro a cronometro  |    |          |           |    | Q  | F  |              |        |    |       |
| Inseguimento individuale |    |          |           |    | Q  | F  |              |        |    |       |
| Keirin                   |    |          | R1, R, R2 | F  |    |    |              |        |    |       |
| Omnium                   |    |          |           |    |    |    | SR, TR       | ER, PR |    |       |
| Corsa a punti            |    |          |           |    | Q  | F  |              |        |    |       |
| Scratch                  |    |          | Q         | F  |    |    |              |        |    |       |
| Velocità                 |    |          |           |    |    |    | Q, 1/16, 1/8 | QF     |    | SF, F |
| Inseguimento a squadre   | Q  | R1       |           | F  |    |    |              |        |    |       |
| Velocità a squadre       |    | Q, R1, F |           |    |    |    |              |        |    |       |
| Americana                |    |          |           |    |    |    |              |        |    | F     |
| Corsa a eliminazione     |    |          |           |    |    |    |              |        |    | F     |

| Data →                   | 20 | 20       | 21           | 21    | 22     | 22     | 23 | 23 | 24 | 24           |  |
| Evento ↓                 | P  | S        | P            | S     | P      | S      | M  | P  | M  | P            |  |
| ------------------------ | -- | -------- | ------------ | ----- | ------ | ------ | -- | -- | -- | ------------ |  |
| 500m a cronometro        |    |          |              |       |        |        | Q  | F  |    |              |  |
| Inseguimento individuale |    |          |              |       |        |        | Q  | F  |    |              |  |
| Keirin                   |    |          |              |       |        |        |    |    |    | R1, R, R2, F |  |
| Omnium                   |    |          |              |       | SR, TR | ER, PR |    |    |    |              |  |
| Corsa a punti            |    |          |              |       |        |        |    |    |    | F            |  |
| Scratch                  |    | F        |              |       |        |        |    |    |    |              |  |
| Velocità                 |    |          | Q, 1/16, 1/8 | QF    |        | SF, F  |    |    |    |              |  |
| Inseguimento a squadre   | Q  |          |              | R1, F |        |        |    |    |    |              |  |
| Velocità a squadre       |    | Q, R1, F |              |       |        |        |    |    |    |              |  |
| Americana                |    |          |              |       |        |        | Q  | F  |    |              |  |
| Corsa a eliminazione     |    |          |              | F     |        |        |    |    |    |              |  |

## Medagliere
| Pos.   | Nazione               | Oro | Argento | Bronzo | Totale |
| ------ | --------------------- | --- | ------- | ------ | ------ |
| 1      | Germania              | 6   | 2       | 3      | 11     |
| 2      | Paesi Bassi           | 5   | 3       | 2      | 10     |
| 3      | Italia                | 4   | 3       | 3      | 10     |
| 4      | Francia               | 2   | 3       | 1      | 6      |
| 5      | Gran Bretagna         | 2   | 1       | 5      | 8      |
| 6      | Belgio                | 1   | 4       | 1      | 6      |
| 7      | Stati Uniti           | 1   | 0       | 2      | 3      |
| 8      | Danimarca             | 1   | 0       | 0      | 1      |
| 9      | Fed. Ciclistica Russa | 0   | 2       | 4      | 6      |
| 10     | Giappone              | 0   | 1       | 0      | 1      |
| 10     | Nuova Zelanda         | 0   | 1       | 0      | 1      |
| 10     | Portogallo            | 0   | 1       | 0      | 1      |
| 10     | Trinidad e Tobago     | 0   | 1       | 0      | 1      |
| 14     | Canada                | 0   | 0       | 1      | 1      |
| Totale | Totale                | 22  | 22      | 22     | 66     |

## Podi
| Eventi                            | Oro                                                                               | Argento                                                                                 | Bronzo                                                                          |
| Gare maschili                     |                                                                                   |                                                                                         |                                                                                 |
| Velocità dettagli                 | Harrie Lavreysen Paesi Bassi                                                      | Jeffrey Hoogland Paesi Bassi                                                            | Sébastien Vigier Francia                                                        |
| Chilometro a cronometro dettagli  | Jeffrey Hoogland Paesi Bassi                                                      | Nicholas Paul Trinidad e Tobago                                                         | Joachim Eilers Germania                                                         |
| Inseguimento individuale dettagli | Ashton Lambie Stati Uniti                                                         | Jonathan Milan Italia                                                                   | Filippo Ganna Italia                                                            |
| Inseguimento a squadre dettagli   | Italia Liam Bertazzo Simone Consonni Filippo Ganna Jonathan Milan Francesco Lamon | Francia Thomas Boudat Thomas Denis Valentin Tabellion Benjamin Thomas                   | Gran Bretagna Ethan Hayter Ethan Vernon Charlie Tanfield Oliver Wood Kian Emadi |
| Velocità a squadre dettagli       | Paesi Bassi Roy van den Berg Harrie Lavreysen Jeffrey Hoogland                    | Francia Florian Grengbo Sébastien Vigier Rayan Helal                                    | Germania Nik Schröter Stefan Bötticher Joachim Eilers Marc Jurczyk              |
| Keirin dettagli                   | Harrie Lavreysen Paesi Bassi                                                      | Jeffrey Hoogland Paesi Bassi                                                            | Michail Jakovlev Fed. Ciclistica Russa                                          |
| Scratch dettagli                  | Donavan Grondin Francia                                                           | Tuur Dens Belgio                                                                        | Rhys Britton Gran Bretagna                                                      |
| Corsa a punti dettagli            | Benjamin Thomas Francia                                                           | Kenny De Ketele Belgio                                                                  | Vincent Hoppezak Paesi Bassi                                                    |
| Americana dettagli                | Danimarca Lasse Norman Hansen Michael Mørkøv                                      | Italia Simone Consonni Michele Scartezzini                                              | Belgio Kenny De Ketele Robbe Ghys                                               |
| Omnium dettagli                   | Ethan Hayter Gran Bretagna                                                        | Aaron Gate Nuova Zelanda                                                                | Elia Viviani Italia                                                             |
| Corsa a eliminazione dettagli     | Elia Viviani Italia                                                               | Iúri Leitão Portogallo                                                                  | Sergej Rostovcev Fed. Ciclistica Russa                                          |
| Gare femminili                    |                                                                                   |                                                                                         |                                                                                 |
| Velocità dettagli                 | Emma Hinze Germania                                                               | Lea Friedrich Germania                                                                  | Kelsey Mitchell Canada                                                          |
| 500 metri a cronometro dettagli   | Lea Friedrich Germania                                                            | Anastasija Vojnova Fed. Ciclistica Russa                                                | Dar'ja Šmelëva Fed. Ciclistica Russa                                            |
| Inseguimento individuale dettagli | Lisa Brennauer Germania                                                           | Franziska Brauße Germania                                                               | Mieke Kröger Germania                                                           |
| Inseguimento a squadre dettagli   | Germania Franziska Brauße Lisa Brennauer Mieke Kröger Laura Süßemilch             | Italia Elisa Balsamo Martina Alzini Chiara Consonni Martina Fidanza Letizia Paternoster | Gran Bretagna Katie Archibald Megan Barker Neah Evans Josie Knight              |
| Velocità a squadre dettagli       | Germania Lea Friedrich Pauline Grabosch Emma Hinze                                | Fed. Ciclistica Russa Natal'ja Antonova Dar'ja Šmelëva Jana Tyščenko Anastasija Vojnova | Gran Bretagna Sophie Capewell Blaine Ridge-Davis Millicent Tanner Lauren Bate   |
| Keirin dettagli                   | Lea Friedrich Germania                                                            | Mina Sato Giappone                                                                      | Jana Tyščenko Fed. Ciclistica Russa                                             |
| Scratch dettagli                  | Martina Fidanza Italia                                                            | Maike van der Duin Paesi Bassi                                                          | Jennifer Valente Stati Uniti                                                    |
| Corsa a punti dettagli            | Lotte Kopecky Belgio                                                              | Katie Archibald Gran Bretagna                                                           | Kirsten Wild Paesi Bassi                                                        |
| Americana dettagli                | Paesi Bassi Amy Pieters Kirsten Wild                                              | Francia Clara Copponi Marie Le Net                                                      | Gran Bretagna Katie Archibald Neah Evans                                        |
| Omnium dettagli                   | Katie Archibald Gran Bretagna                                                     | Lotte Kopecky Belgio                                                                    | Elisa Balsamo Italia                                                            |
| Corsa a eliminazione dettagli     | Letizia Paternoster Italia                                                        | Lotte Kopecky Belgio                                                                    | Jennifer Valente Stati Uniti                                                    |